# Cherise Willeit
Pour les articles homonymes, voir Taylor.
Cherise Willeit, née Cherise Taylor le 6 novembre 1989 à Pretoria, est une coureuse cycliste sud-africaine. Elle est Championne d'Afrique du Sud du contre-la-montre en 2011 et 2012, de la course en ligne en 2010 et 2011, championne d'Afrique de la course en ligne en 2008 et du contre-la-montre en 2011. Elle a participé à la course en ligne des Jeux olympiques de Pékin en 2008, dont elle a pris la 59e place. 

## Vie privée
En mai 2012, elle se marie avec le spécialiste du VTT Burry Stander, qui est fauché par un taxi le 3 janvier 2013 à Shelley Beach. Elle épouse en 2017 Benjamin Willeit et devient mère d'un fils.

## Palmarès sur route
- 2006
  - 2e du championnat d'Afrique sur route junior
- 2007
  -  Médaillée d'argent du championnat du monde sur route junior
- 2008
  - 4e étape du Tour of Chongming Island
  - Championne d'Afrique du Sud sur route
- 2009
  - 2e du championnat d'Afrique sur route
  - 3e du championnat d'Afrique du Sud sur route
- 2010
  - Championne d'Afrique du Sud sur route
- 2011
  - Championne d'Afrique du Sud du contre-la-montre
  - Championne d'Afrique du Sud sur route
  - Championne d'Afrique du contre-la-montre
  - 2e du championnat d'Afrique sur route
- 2012
  - Championne d'Afrique du Sud du contre-la-montre
  - 2e étape de la Route de France
- 2014
  - 2e du championnat d'Afrique du Sud sur route
- 2015
  - PMB Road Classic
- 2023
  - 2e du championnat d'Afrique du Sud sur route

## Palmarès en VTT
- 2012
  -  Championne d'Afrique du Sud de cross-country marathon